# Ндалатандо
Ндалатандо (порт. N'dalatando) — місто в Анголі, столиця провінції Північна Кванза. До 1975 року мало назву Віла Салазар.
Розташоване на висоті 670 метрів над рівнем моря. Населення на 2010 рік — 46 606 осіб.
Ндалатандо є центром муніципалітету Казенго. Ндалатандо мало назву Салазар, яка була дана португальською колоніальною владою в 1936 році, на честь португальського диктатора Салазара. Пізніше назва була змінена на Віла Салазар. 28 травня 1956 року поселенню було надано статус міста. Після здобуття незалежності 11 листопада 1975 року, уряд Анголи повернув ім'я Ндалатандо, що вступило в дію 18 липня 1976 року. Історія місця відома до 1840-х років.
Місто обмежене з півночі річкою Луінха, а на сході, півдні і заході річкою Лукала. Місто служить станцією на Північній залізниці Луандської залізниці. Національна дорога номер 230 зв'язує Ндалатандо з Луандою на заході і Маланже на сході.
Середньорічна температура повітря — 23,5 °С. Річна сума опадів — 1213 мм. Найбільша їх кількість випадає з березня по квітень, найменше — з червня по серпень. Середньорічна швидкість вітру — 4,5 м/с.
Динаміка зміни чисельності населення:
| Рік  | Населення |
| ---- | --------- |
| 1970 | 7342      |
| 2010 | 46 606    |